# Małgorzata Łakota-Micker
Małgorzata Kornelia Łakota-Micker – polska politolożka.

## Życiorys
Małgorzata Łakota-Micker ukończyła na Uniwersytecie Wrocławskim w 2005 studia magisterskie z zakresu stosunków międzynarodowych (specjalizacja – dyplomacja) oraz w 2008 licencjackie z filologii słowiańskiej (profil serbsko-chorwacki). W 2009 otrzymała na UWr stopień doktora nauk humanistycznych w zakresie nauk o polityce na podstawie napisanej pod kierunkiem Mariana Wolańskiego dysertacji Republika Chorwacji na drodze do NATO i Unii Europejskiej. W 2017 uzyskała tamże stopień doktor habilitowanej nauk społecznych w dyscyplinie nauki o polityce, specjalność stosunki międzynarodowe, na podstawie dorobku naukowego oraz dzieła Czarnogóra. Studia nad bezpieczeństwem.
Jej zainteresowania naukowe obejmują problematykę polityczno-społeczną Europy Środkowo-Wschodniej, integrację euroatlantycką państw Bałkanów Zachodnich, dyplomację.
W 2009 rozpoczęła pracę w Instytucie Studiów Międzynarodowych Uniwersytetu Wrocławskiego.
W 2021 rozpoczęła pracę w Ambasadzie RP w Podgoricy na stanowisku konsula RP.

## Publikacje książkowe
- Małgorzata Łakota-Micker: Proces akcesji Republiki Chorwacji do Unii Europejskiej. Wrocław: Oficyna Wydawnicza Atut – Wrocławskie Wydawnictwo Oświatowe, 2011. ISBN 978-83-7432-790-9. Brak numerów stron w książce
- Małgorzata Łakota-Micker: Republika Chorwacji na drodze do NATO. Wrocław: Oficyna Wydawnicza Atut – Wrocławskie Wydawnictwo Oświatowe, 2011. ISBN 978-83-61234-52-4. Brak numerów stron w książce
- Małgorzata Łakota-Micker: The Republic of Croatia's accession process to the European Union. Wrocław: Oficyna Wydawnicza Atut – Wrocławskie Wydawnictwo Oświatowe, 2013. ISBN 978-83-7432-948-4. (ang.). Brak numerów stron w książce
- Małgorzata Łakota-Micker: Czarnogóra : studia nad bezpieczeństwem. Wrocław: Oficyna Wydawnicza Atut – Wrocławskie Wydawnictwo Oświatowe, 2013. ISBN 978-83-7432-930-9. Brak numerów stron w książce
- Małgorzata Łakota-Micker: Montenegro : security studies. London: Legens. Publishing Workshop, 2015. ISBN 978-0-9576904-3-1. (ang.). Brak numerów stron w książce
- Małgorzata Łakota-Micker: Instrumentarium przyszłego dyplomaty. London: Legens. Publishing Workshop, 2016. ISBN 978-0-9576904-6-2. Brak numerów stron w książce